# Технологическая конвергенция
Технологи́ческая конверге́нция (от лат. convergo — «сближаю»; англ. Technological convergence) — термин, который обычно используется для обозначения процесса сближения и объединения разных технологий в новые виды технологий.
Также технологической конвергенцией иногда называют усовершенствование в области технологии. Пример технологической конвергенции: в смартфоне объединены компьютер, телефон и фотоаппарат.
Deutsche Bank Research определяет «технологическую конвергенцию» как «качественный процесс изменений, который соединяет две или более ранее существующие мало связанные вещи».
Понятие «технологическая конвергенция» (сначала — «цифровая конвергенция») было введено в 1980-х годах, когда появилась телефонная сеть общего пользования, которая не только выполняла функцию передачи звука, но и функцию обмена данными с помощью ISDN. Если не считать исходным появление этого понятия, то в телефонии конвергенция возникла раньше, например, в 1920-х годах был выпущен первый телефонный аппарат, где были объединены два устройства: передатчик и приёмник.
Существует три основных взаимосвязанных типа конвергенции в области компьютерных технологий: технологическая (сети, услуги), которая может делиться на: регулирующую и корпорационную. Корпорационная конвергенция является подразделением регулирующей[прояснить].